# Let the Record Show: Dexys Do Irish and Country Soul
Let the Record Show: Dexys Do Irish and Country Soul è il quinto album in studio del gruppo musicale inglese Dexys, pubblicato nel 2016.

## Tracce
1. Women of Ireland (Peadar Ó Doirnín, Seán Ó Riada)
2. To Love Somebody (Barry Gibb, Robin Gibb)
3. Smoke Gets in Your Eyes (Jerome Kern, Louis Houzeau, Otto Harbach, Paul Ganne)
4. Curragh of Kildare (Traditional)
5. I'll Take You Home Again, Kathleen (Thomas P. Westendorf)
6. You Wear It Well (Martin Quittenton, Rod Stewart)
7. Forty Shades of Green (Johnny Cash)
8. How Do I Live (Diane Warren)
9. Grazing in the Grass (Harry Elston, Philemon Hou)
10. The Town I Loved So Well (Phil Coulter)
11. Both Sides, Now (Joni Mitchell)
12. Carrickfergus (Traditional)